# Tricentrus garampina
Tricentrus garampina är en insektsart som beskrevs av Matsumura. Tricentrus garampina ingår i släktet Tricentrus och familjen hornstritar. Inga underarter finns listade i Catalogue of Life.